# Џаперовац
Џаперовац је насељено место на Кордуну, у саставу општине Војнић, Карловачка жупанија, Република Хрватска.

## Историја
Џаперовац се од распада Југославије до августа 1995. године налазио у Републици Српској Крајини.

## Становништво
Џаперовац је према попису из 2011. године имао 12 становника.

### Број становника по пописима
| Националност   | 2001. | 1991. | 1981. | 1971. | 1961. | 1953. | 1948. | 1931. | 1921. | 1910. | 1900. | 1890. | 1880. | 1869. | 1857. |
| бр. становника | 11    | 77    | 84    | 118   | 133   | 140   | 113   | 165   | 148   | 166   | 170   | 175   | 167   | 193   | 151   |

- напомене:

До 1900. исказивано под именом Чаперовац.

### Национални састав
| Националност       | 2001.     | 1991.       | 1981.     | 1971.        | 1961.        |
| Срби               | 11 (100%) | 76 (98,70%) | 84 (100%) | 115 (97,45%) | 126 (94,73%) |
| Хрвати             | 0         | 0           | 0         | 0            | 5 (3,75%)    |
| Југословени        | 0         | 1 (1,29%)   | 0         | 3 (2,54%)    | 1 (0,75%)    |
| остали и непознато | 0         | 0           | 0         | 0            | 1 (0,75%)    |
| Укупно             | 11        | 77          | 84        | 118          | 133          |